# César-díjak 2025
Az 50. César-díjátadó ünnepségre, amelyen a 2024-ben forgalomba helyezett, s a francia filmes szakma képviselői által legjobbnak ítélt francia alkotásokat részesítette elismerésben, 2025. február 28-án került sor a párizsi Olympia előadóteremben.
A jubileumi ünnepség elnökének a „franciás elegancia megtestesítőjét”, a világszerte ünnepelt Catherine Deneuve színésznőt kérték fel.
2025. január 24-én a Canal+ bejelentette, hogy a díjátadó ünnepséget – az előző évekhez hasonlóan – nem egyetlen házigazda vezeti le, hanem egy tizenhárom fős előadóművészekből álló csoport.

A gálaműsort élőben és kódolatlanul közvetítette a francia Canal+ fizetős televíziós magáncsatorna. Az esemény streamingelve is látható volt a Dailymotion videómegosztó weboldalon.

## Jelölések és díjak
2025-ben – az korábbi évekhez hasonlóan – 24 kategóriában osztotak ki díjat. Különdíjként átadtak két tiszteletbeli Césart, illetve külön rendezvények keretében a középiskolások César-díját, valamint a producerek Daniel Toscan du Plantier-díját.
A díjra jelölt filmek, alkotók és szereplők végleges listáját, melyet az Filmművészeti és Filmtechnikai Akadémia (AATC) közel 4700 tagja állított össze egy elsőkörös szavazással, az akadémia elnöke hozta nyilvánosságra 2025. január 29-én, a párizsi Fouquet's étteremben tartott sajtótájékoztatón.
A nagyjátékfilmek közül a legtöbb jelölést, összesen tizennégyet Matthieu Delaporte és Alexandre de La Patellière nagyszabású történelmi kaland-filmdrámája, a Monte Cristo grófja kapta, amely Alexandre Dumas azonos című regénye alapján készült. Tizenhárom jelölést kapott Gilles Lellouche francia-belga koprodukcióban készült, két fiatal szenvedélyes, mindent elsöprő, önemésztő szerelmét feldolgozó Dübörgő szívek című filmdrámája és tizenkettőt Jacques Audiard francia rendező spanyol nyelvű, transznemű főszereplős őrült, mexikói gengsztermusicalje, az Emilia Pérez.
A legnagyobb sikert ez utóbbi alkotás (Emilia Pérez) aratta, ősszesen hét szobrocskát gyűjtött be a legfontosabb kategóriákban: legjobb film, rendezés, adaptáció, operatőri munka, filmzene, hang  és vizuális effektusok. Egy kiemelten fontos kategóriában (legjobb színésznő) viszont, bár a stáb nagyon számított rá, a két főszereplő színésznő egyikét sem díjazták. Jól szerepelt viszont Boris Lojkine alkotása (L’Histoire de Souleymane), amely a 8 jelölésből négyet is megnyert. A legtöbb jelölést magáénak mondható szuperprodukció, a Monte Cristo grófja viszont mindössze két díjat kapott látványos megjelenéséért: a legjobb díszlet és jelmez díját.
A francia Filmművészeti és Filmtechnikai Akadémia 2024. szeptember 30-án bejelentette, hogy a díjátadó gála díszvendége lesz Julia Roberts amerikai színésznő, aki ez alkalomból Tiszteletbeli Césart vehet át. Egy héttel később újabb díszvendéget és tiszteletbeli díjazottat jelentettek be Costa-Gavras filmrendező személyében.
A középiskolások César-díjáról 118 Franciaországban, illetve külföldön működő gimnázium és szakközépiskola több mint 2500 diákjának szavazata döntött. Az eredményt 2024. március 3-án hirdették ki, a trófea átadására március 26-án, az iskolákat képviselő 740 diák jelenlétében egy külön rendezvény keretében került sor a párizsi Grand Rex mozi- és előadóteremben.
| Díjak                            | Jelöltek |
| -------------------------------- | --- |
| Legjobb film                     | - Emilia Pérez, rendezte: Jacques Audiard - L’Histoire de Souleymane, rendezte: Boris Lojkine - Misericordia (Miséricorde), rendezte: Alain Guiraudie - Monte Cristo grófja (Le compte de Monte Cristo), rendezte: Matthieu Delaporte, Alexandre de La Patellière - Váratlan dallamok (En fanfare), rendezte: Emmanuel Courcol |
| Legjobb rendező                  | - Jacques Audiard – Emilia Pérez - Matthieu Delaporte, Alexandre de la Patellière – Monte Cristo grófja (Le compte de Monte Cristo) - Alain Guiraudie – Misericordia (Miséricorde) - Gilles Lellouche – Dübörgő szívek (L'Amour ouf) - Boris Lojkine – L’Histoire de Souleymane |
| Legjobb színésznő                | - Hafsia Herzi – Borgo - Adèle Exarchopoulos – Dübörgő szívek (L'Amour ouf) - Karla Sofía Gascón – Emilia Pérez - Zoë Saldana – Emilia Pérez - Hélène Vincent – Ha megérkezik az ősz Quand vient l'automne |
| Legjobb színész                  | - Karim Leklou – Jim története Le Roman de Jim - François Civil – Dübörgő szívek (L'Amour ouf) - Benjamin Lavernhe – Váratlan dallamok (En fanfare) - Pierre Niney – Monte Cristo grófja (Le compte de Monte Cristo) - Tahar Rahim – Monsieur Aznavour |
| Legjobb mellékszereplő színésznő | - Nina Meurisse – L’Histoire de Souleymane - Élodie Bouchez – Dübörgő szívek (L'Amour ouf) - Anaïs Demoustier – Monte Cristo grófja (Le compte de Monte Cristo) - Catherine Frot – Misericordia (Miséricorde) - Sarah Suco – Váratlan dallamok (En fanfare) |
| Legjobb mellékszereplő színész   | - Alain Chabat – Dübörgő szívek (L'Amour ouf) - David Alaya – Misericordia (Miséricorde) - Bastien Bouillon – Monte Cristo grófja (Le compte de Monte Cristo) - Jacques Develay – Misericordia (Miséricorde) - Laurent Lafitte – Monte Cristo grófja (Le compte de Monte Cristo) |
| Legjobb női felfedezett          | - Maïwène Barthelemy – Boldogok a sajtkészítők (Vingt Dieux) - Malou Khebizi – Csiszolatlan gyémánt Diamant brut - Megan Northam – Rabia - Mallory Wanecque – Dübörgő szívek (L'Amour ouf) - Souheila Yacoub – Planète B |
| Legjobb férfi felfedezett        | - Abou Sangare – L’Histoire de Souleymane - Adam Bessa – Les Fantômes - Malik Frikah – Dübörgő szívek (L'Amour ouf) - Félix Kysil – Misericordia (Miséricorde) - Pierre Lottin – Váratlan dallamok (En fanfare) |
| Legjobb operatőr                 | - Paul Guilhaume – Emilia Pérez - Nicolas Bolduc – Monte Cristo grófja (Le compte de Monte Cristo) - Tristan Galand – L’Histoire de Souleymane - Claire Mathon – Misericordia (Miséricorde) - Laurent Tangy – Dübörgő szívek (L'Amour ouf) |
| Legjobb vágás                    | - Xavier Sirven – L’Histoire de Souleymane - Guerric Catala – Váratlan dallamok (En fanfare) - Simon Jacquet – Dübörgő szívek (L'Amour ouf) - Célia Lafitedupont – Monte Cristo grófja (Le compte de Monte Cristo) - Juliette Welfling – Emilia Pérez |
| Legjobb eredeti forgatókönyv     | - Boris Lojkine, Delphine Agut – L’Histoire de Souleymane - Emmanuel Courcol, Irène Muscari – Váratlan dallamok (En fanfare) - Louise Courvoisier, Théo Abadie – Boldogok a sajtkészítők (Vingt Dieux) - Stéphane Demoustier – Borgo - Alain Guiraudie – Misericordia (Miséricorde) |
| Legjobb adaptáció                | - Jacques Audiard – Emilia Pérez - Matthieu Delaporte, Alexandre de la Patellière – Monte Cristo grófja (Le compte de Monte Cristo) - Michel Hazanavicius, Jean-Claude Grumberg – A legértékesebb áru (La Plus Précieuse des marchandises) |
| Legjobb filmzene                 | - Camille és Clément Ducol – Emilia Pérez - Jon Brion – Dübörgő szívek (L'Amour ouf) - Charlie és Linda Courvoisier – Boldogok a sajtkészítők (Vingt Dieux) - Alexandre Desplat – A legértékesebb áru (La Plus Précieuse des marchandises) - Jérôme Rebotier – Monte Cristo grófja (Le compte de Monte Cristo) |
| Legjobb hang                     | - Erwan Kerzanet, Aymeric Devoldère, Cyril Holtz, Niels Barletta – Emilia Pérez - Pascal Armant, Sandy Notarianni, Niels Barletta – Váratlan dallamok (En fanfare) - Marc-Olivier Brullé, Pierre Bariaud, Charlotte Butrak, Samuel Aïchoun – L’Histoire de Souleymane - Cédric Deloche, Gwennolé Le Borgne, Jon Goc, Marc Doisne – Dübörgő szívek (L'Amour ouf) - David Rit, Gwennolé Le Borgne, Olivier Touche, Laure-Anne Darras, Marion Papinot, Marc Doisne, Samuel Delorme – Monte Cristo grófja (Le compte de Monte Cristo) |
| Legjobb díszlet                  | - Stéphane Taillasson – Monte Cristo grófja (Le compte de Monte Cristo) - Emmanuelle Duplay – Emilia Pérez - Jean-Philippe Moreau – Dübörgő szívek (L'Amour ouf) - Stéphane Rozenbaum – Monsieur Aznavour - Olivier Radot – Az isteni Sarah Bernhardt (Sarah Bernhardt, La Divine) |
| Legjobb jelmez                   | - Thierry Delettre – Monte Cristo grófja (Le compte de Monte Cristo) - Isabelle Mathieu – Monsieur Aznavour - Virginie Montel – Emilia Pérez - Isabelle Pannetier – Dübörgő szívek (L'Amour ouf) - Anaïs Romand – Az isteni Sarah Bernhardt (Sarah Bernhardt, La Divine) |
| legjobb vizuális effektusok      | - Cédric Fayolle – Emilia Pérez - Olivier Cauwet – Monte Cristo grófja (Le compte de Monte Cristo) - Stéphane Dittoo – Monsieur Aznavour - Cédric Fayolle, Hugues Namur, Émilien Lazaron – Vadállat (La Bête) |
| Legjobb elsőfilm                 | - Boldogok a sajtkészítők (Vingt Dieux), rendezte: Louise Courvoisier - Csiszolatlan gyémánt Diamant brut, rendezte: Agathe Riedinger - Le Royaume, rendezte: Julien Colonna - Les Fantômes, rendezte: Jonathan Millet - Szeretetreméltók (Un p'tit truc en plus), rendezte: Artus |
| Legjobb dokumentumfilm           | - La Ferme des Bertrand, rendezte: Gilles Perret - A gázai szépség (La Belle de Gaza), rendezte: Yolande Zauberman - Bye Bye Tibériade, rendezte: Lina Soualem - Dahomey – Kik vagyunk? (Dahomey), rendezte: Mati Diop - Ernest Cole, photographe (Ernest Cole: Lost and Found), rendezte: Raoul Peck - Madame Hofmann, rendezte: Sébastien Lifshitz |
| Legjobb animációs film           | - Áradás (Straume), rendezte: Gints Zilbalodis - A legértékesebb áru (La Plus Précieuse des marchandises), rendezte: Michel Hazanavicius - Vademberek (Sauvages !), rendezte: Claude Barras |
| Legjobb fikciós rövidfilm        | - L'Homme qui ne se taisait pas, rendezte: Nebojša Slijepčević - Boucan, rendezte: Salomé Da Souza - Ce qui appartient à César, rendezte: Violette Gitton - Queen Size, rendezte: Avril Besson |
| legjobb dokumentum rövidfilm     | - Les Fiancées du sud, rendezte: Elena López Riera - Petit Spartacus, rendezte: Sara Ganem - Un cœur perdu et autres rêves de Beyrouth, rendezte: Maya Abdul-Malak |
| legjobb animációs rövidfilm      | - Beurk !, rendezte: Loïc Espuche - GiGi, rendezte: Cynthia Calvi - Papillon, rendezte: Florence Miailhe |
| Legjobb külföldi film            | - Érdekvédelmi terület (The Zone of Interest), rendezte: Jonathan Glazer GBR POL USA - Anora, rendezte: Sean Baker USA - A szent füge magja (The Seed of the Sacred Fig), rendezte: Mohammad Rasoulof FRA GER - A szer (The Substance), rendezte: Coralie Fargeat GBR FRA USA - The Apprentice – A Trump-sztori (The Apprentice), rendezte: Ali Abbasi CAN USA DEN IRL |
| A középiskolások César-díja      | - Monte Cristo grófja (Le compte de Monte Cristo), rendezte: Matthieu Delaporte, Alexandre de La Patellière - Emilia Pérez, rendezte: Jacques Audiard - L’Histoire de Souleymane, rendezte: Boris Lojkine - Misericordia (Miséricorde), rendezte: Alain Guiraudie - Váratlan dallamok (En fanfare), rendezte: Emmanuel Courcol |
| Tiszteletbeli César              | - Costa-Gavras - Julia Roberts |
| Daniel Toscan du Plantier-díj    | - Muriel Meynard producer (Agat Films / Ex Nihilo) – Boldogok a sajtkészítők (Vingt Dieux) |

## Többszörös jelölések és elismerések
A statisztikában a különdíjak nem lettek figyelembe véve.
| Jelölés | Díj | Magyar cím                | Eredeti cím                        |
| ------- | --- | ------------------------- | ---------------------------------- |
| 14      | 2   | Monte Cristo grófja       | Le compte de Monte Cristo          |
| 13      | 1   | Dübörgő szívek            | L'Amour ouf                        |
| 12      | 7   | Emilia Pérez              | Emilia Pérez                       |
| 8       | 4   | –––                       | L’Histoire de Souleymane           |
| 8       | 0   | Misericordia              | Miséricorde                        |
| 7       | 0   | Váratlan dallamok         | En fanfare                         |
| 4       | 2   | Boldogok a sajtkészítők   | Vingt Dieux                        |
| 4       | 0   | –––                       | Monsieur Aznavour                  |
| 3       | 0   | A legértékesebb áru       | La Plus Précieuse des marchandises |
| 2       | 0   | Az isteni Sarah Bernhardt | Sarah Bernhardt, La Divine         |
| 2       | 1   | –––                       | Borgo                              |
| 2       | 0   | Csiszolatlan gyémánt      | Diamant brut                       |
| 2       | 0   | –––                       | Les Fantômes                       |